# De Abasin Sape
Der De Abasin Sape Football Club ist eine Fußballmannschaft aus Afghanistan. Der Verein spielt in der Afghan Premier League. Er wurde im August 2012 für die Afghan Premier League gegründet, und die Spieler wurden in der Castingshow Maidan e Sabz gefunden. Die Fußballmannschaft repräsentiert die südöstliche Region Afghanistans in der APL.